# Châu Nam Cực thuộc Uruguay
Châu Nam Cực thuộc Uruguay (tiếng Tây Ban Nha: Antártida Uruguaya) là một khu vực của châu Nam Cực, nơi Giáo sư Julio César Musso tin rằng Cộng hòa Đông Uruguay nên thực thi chủ quyền của mình. Nơi này không được chỉ định một định nghĩa cụ thể cũng như không có nghĩa là một lãnh thổ có chủ quyền, mà đúng hơn là được dự định là một khu vực hoạt động tự nhiên của dự án hàng hải phía nam của Uruguay. Uruguay là một phần của Hệ thống Hiệp ước châu Nam Cực với tư cách là thành viên tư vấn và nước này bảo lưu quyền tuyên bố chủ quyền lãnh thổ.

## Ngày Châu Nam Cực thuộc Uruguay

### Khởi đầu năm 1985
Ngày 8 tháng 5 năm 1985, Thượng nghị sĩ lúc bấy giờ là Luis Alberto Lacalle đã giới thiệu một dự luật mới nhằm lấy một ngày trong năm làm "Ngày Châu Nam Cực thuộc Uruguay" ("Día de la Antártida Uruguaya") và thúc đẩy việc nghiên cứu và phổ biến vấn đề này cho các thế hệ trẻ trong cộng đồng. Trong phần mở đầu, Lacalle lập luận rằng "chúng tôi chọn ngày 28 tháng 8 làm ngày thành lập Viện Châu Nam Cực thuộc Uruguay, bắt nguồn từ những lời dạy của Giáo sư Julio C. Musso, là khu vực nơi châu Nam Cực của đất nước chúng tôi đã ra đời và phát triển."